# Alternanthera nahui
Alternanthera nahui (лат.) (от маори nahui — местный вид) — вид рода Альтернантера (Alternanthera) семейства Амарантовые (Amaranthaceae), произрастающий в Новой Зеландии и на острове Норфолк.

## Описание
Многолетнее растение с тонким стержневым корнем. Стебли имеют диаметр 1,5-3,0 мм и имеют тенденцию ложиться. Его можно отличить от Alternanthera sessilis по более узким листьям, килеватым листочкам околоцветника, более коротким стаминодиям и стилю.

## Таксономия
Впервые он был описан в 2009 году Питером Хинаном, Питером де Ланге и Дж. Килингом.

## Синонимия
По данным Plants of the World Online, синонимов нет. Однако, согласно NZPCN, время от времени его ошибочно называют Alternanthera sessilis (L.) Roem. & Schult.

## Естественная среда
Это прибрежный низменный вид, обитающий как в сезонных, так и в постоянно влажных местах обитания.

## Статус сохранения
В оценке сохранения де Ланге и других объектов в 2018 году в соответствии с Системой классификации угроз Новой Зеландии он был классифицирован как «не находящийся под угрозой», так как имеет «большую стабильную популяцию».